# 南宋村秦氏民宅
南宋村秦氏民宅，位于山西省长治市长治县南宋乡南宋村，是中华人民共和国山西省文物保护单位之一。
2004年6月10日，授予山西省文物保护单位，是一座古建筑。